# Chilchalphorn
Chilchalphorn är en bergstopp i Schweiz.   Den ligger i regionen Viamala och kantonen Graubünden, i den sydöstra delen av landet, 140 km öster om huvudstaden Bern. Toppen på Chilchalphorn är 3 040 meter över havet, eller 199 meter över den omgivande terrängen. Bredden vid basen är 4,2 km.
Terrängen runt Chilchalphorn är huvudsakligen bergig. Runt Chilchalphorn är det mycket glesbefolkat, med 7 invånare per kvadratkilometer.. Närmaste större samhälle är Acquarossa, 18,7 km sydväst om Chilchalphorn. 
Trakten runt Chilchalphorn består i huvudsak av gräsmarker.